# Nord Sud Quotidien
Nord Sud Quotidien est un quotidien béninois d'informations générales et de publicités.

## Histoire
Le 1er mars 2017, Nord Sud Quotidien publie sa 1000e édition.
En 2017, Léhady Soglo, le maire de Cotonou poursuit en justice le journal Nord Sud Quotidien  pour diffamation,.
En mai 2021, Nord Sud Quotidien se joint à L'inter et FinEco et à Reporters Sans Frontières, pour pointer les dérives d’un texte initialement présenté comme un « instrument pertinent et fiable » permettant de lutter contre la cybercriminalité, mais utilisé dans la pratique comme un outil « menaçant l’exercice du journalisme au Bénin ». Le journal cosigne avec RSF une lettre pour la libération de Ignace Sossou, journaliste et directeur de production de Bénin Web TV. 

## Description
Nord Sud Quotidien est un quotidien béninois d'informations générales. Reconnu légalement par décret en mars 2021 par la haute autorité de l'audiovisuel et de la communication de la République du Bénin, ce journal fait partie de la presse écrite béninoise. 